# USS LST-739
O USS LST-739 foi um navio de guerra norte-americano da classe LST que operou durante a Segunda Guerra Mundial.